# Archetype
Archetype es el quinto álbum de estudio de la banda de metal indusrtial/groove metal Fear Factory. Fue lanzado el 19 de abril de 2004, a través de Liquid 8 Records. Este álbum no es de tipo conceptual como sus tres álbumes anteriores. El estilo musical de este material hace una regresión al estilo de la era de Demanufacture, algo que agradó a parte de sus fanes. También fue lanzado en una edición limitada en formato digipak con canciones extras y un DVD. El contenido del DVD es de un concierto que dieron en una gira australiana "Australian Tour 2004" además de que contiene el videoclip de la canción "Cyberwaste". Si bien puede ser cierto o no, algunas versiones del Digipack contienen un ticket dorado el cual el propietario puede tiene la oportunidad de conocer a Fear Factory en vivo. Este álbum vendió más de 100 000 unidades. En el libretillo del CD, la producción se adjudica a Fear Factory, aunque en un post en su Facebook, Olde Wolbers dijo que fue él quien lo produjo.

## Lista de canciones
- Toda las letras están escritas por Burton C. Bell. Toda la música está compuesta por Raymond Herrera y Christian Olde Wolbers, excepto si se indica lo contrario.

1. "Slave Labor" (Bell/Herrera/Wolbers) – 3:53
2. "Cyberwaste" (Bell/Herrera/Wolbers) – 3:18
3. "Act of God" (Bell/Herrera/Wolbers) – 5:08
4. "Drones" (Bell/Herrera/Wolbers) – 5:02
5. "Archetype" (Bell/Herrera/Wolbers) – 4:36
6. "Corporate Cloning" (Bell/Herrera/Wolbers) – 4:24
7. "Bite the Hand That Bleeds" (Bell/Herrera/Wolbers) – 4:09
8. "Undercurrent" (Bell/Herrera/Wolbers) – 4:05
9. "Default Judgement" (Bell/Herrera/Wolbers) – 5:24
10. "Bonescraper" (Bell/Herrera/Wolbers) – 4:12
11. "Human Shields" (Bell/Herrera/Wolbers) – 5:16
12. "Ascension" (Fear Factory/Rhys Fulber) – 7:05
13. "School" (Cobain; versión de Nirvana) – 2:38
14. "Archetype (Remix)" (Bell/Herrera/Wolbers) – 4:31

### Edición limitada con el DVD
1. "Australian Tour 2004" (multimedia) - 56:27
2. "Cyberwaste" (music video) - 3:35

## En la cultura pop
- "Bite the Hand That Bleeds" fue utilizada para el soundtrack de la película Saw y el video musical fue incluido en el DVD del digipak.
- "Archetype (Remix)" fue utilizada para el soundtrack de la película La matanza de Texas.
- "Slave Labor" fue incluida en el álbum UFC: Ultimate Beat Downs, Vol. 1.
- El álbum y el diseño de la portada se mencionan en el videojuego Fallout 3 en una de las terminales, donde ciertamente "B. Bell" reporta en una terminal desinfectada en donde el virus "Archetype FF06" ha sido erradicado, y en donde se comenta "la infección ha sido removida, el alma de esta máquina ha sido mejorada".[1]

## Créditos
- Burton C. Bell − Voz
- Christian Olde Wolbers − Guitarra, bajo
- Byron Stroud − Bajo (aunque aparece acreditado en el álbum, quien en realidad toco el bajo fue Christian Olde Wolbers; Stroud se encargó de las cuatro cuerdas en aquella gira)
- Raymond Herrera − Batería
- John Bechdel − Teclado
- Jeremy Blair − ingeniero, aumentos
- Mike Catain − productor ejecutivo, coordinador
- Omer "Impson" R. Cordell − fotografía
- Fear Factory − productor, promotor, concepto visual
- Alain Francois − diseño web
- Rhys Fulber − teclados, programaciones, dispositivos
- Torsten Gebhardt − interpretación
- Roger Lian − augmenting
- Ken "Hi Watt" Marshall − ingeniero
- Greg Reely − mezclador
- Ralph Schrader − coordinación, diseños, organizador
- Shaun Thingvold − augmenting
- Steve Tushar − augmenting
- Howie Weinberg − masterización, promotor